# チカーラ
チカーラ（イタリア語: Cicala）は、イタリア共和国カラブリア州カタンザーロ県にある、人口約1,000人の基礎自治体（コムーネ）。

## 地理

### 位置・広がり

#### 隣接コムーネ
隣接するコムーネは以下の通り。
- カルローポリ
- フォッサート・セッラルタ
- ジミリアーノ
- ソルボ・サン・バジーレ